# Specklinia costaricensis
Specklinia costaricensis är en orkidéart som först beskrevs av Robert Allen Rolfe, och fick sitt nu gällande namn av Alec M. Pridgeon och Mark W. Chase. Specklinia costaricensis ingår i släktet Specklinia och familjen orkidéer. Inga underarter finns listade i Catalogue of Life.